# 比基尼环礁核试验

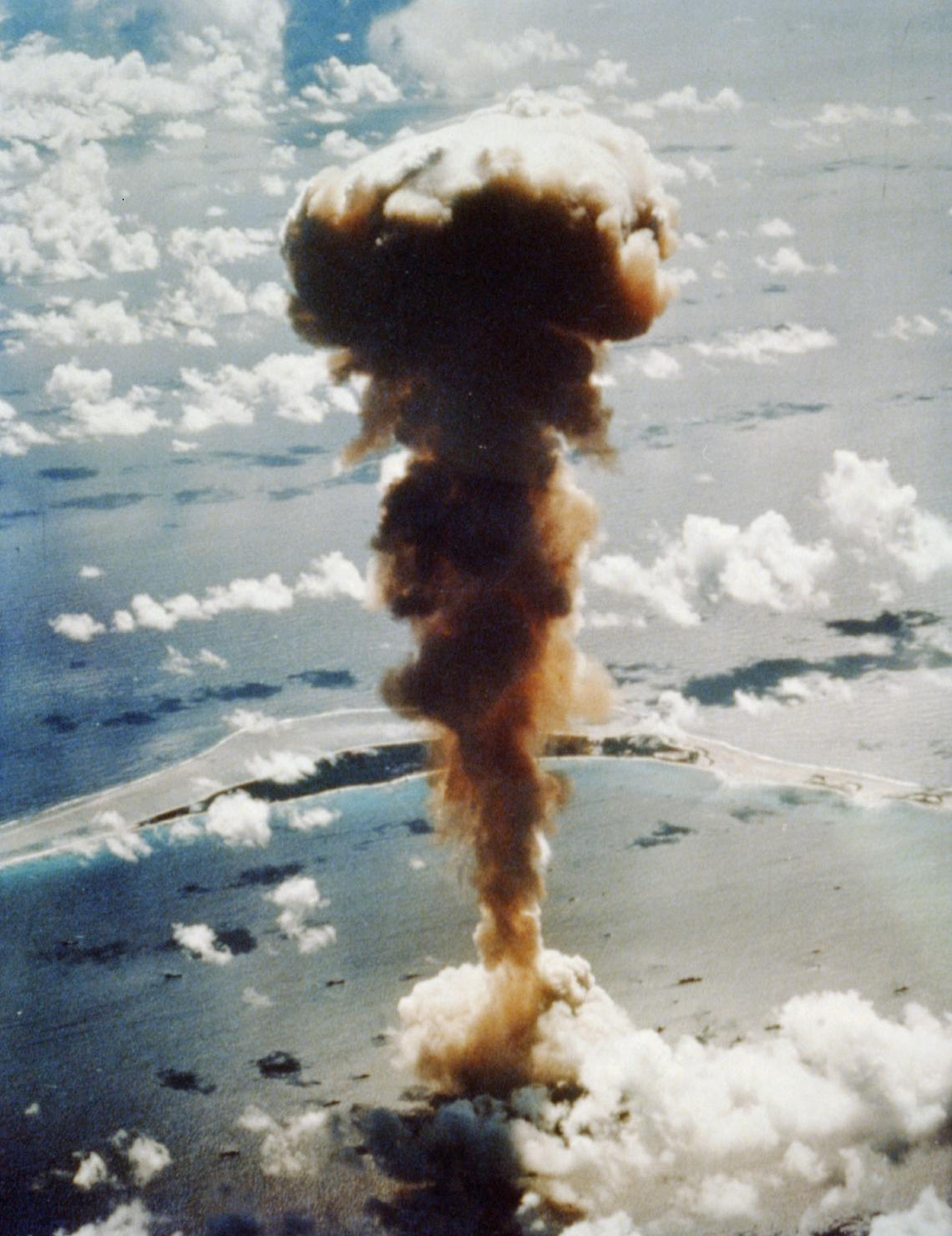
比基尼环礁核试验

比基尼环礁核试验是1946年至1958年期间美国在馬紹爾群島比基尼环礁開展的核試驗，在此期間美國一共引爆了24枚核武器。  24枚核武器的爆炸威力总计约7500万吨 TNT 。十字路口行动是比基尼环礁核试验中的首輪核試驗，城堡行動是比基尼环礁核试验中的第二輪核試驗。
当局一度向比基尼环礁居民承诺，核试验结束后他们将能够重返家园。岛上大多数人同意暫時搬離比基尼环礁，大部分人暫時前往朗格里克環礁定居，后来又前往基利島定居。尽管当局承诺這些人未來可以回家，但受比基尼环礁核试验影響，比基尼环礁已經淪為非宜居地點，當地的土壤和水受到污染。美国因此決定向各類信托基金支付了超过3 亿美元，這些錢將补偿給比基尼环礁的岛民及其后代。 